# أوليغ شوبلياك
أوليغ إيليتش شوبلياك (بالأوكرانية: Олег Ілліч Шупляк) ( 23 سبتمبر 1967 بيششي، ترنوبل أوبلاست، الاتحاد السوفيتي)، هو رسام أوكراني يعيش في بيريجاني، وهو والد فيتالي شوبلياك.

## الحياة والعمل
ابتكر أعمالًا فنية في الخيال البصري، مثل رؤوس الصور الخيالية المسماة «الصور المخفية»، يستخدم في أعماله الرسم والتصوير والرسوم التوضيحية والرسوم المتحركة.
تخرج من قسم الهندسة المعمارية في جامعة بوليتكنيك لفيف الوطنية في عام 1991، أصبح عضواً في الاتحاد الوطني للفنانين في أوكرانيا منذ عام 2000، وهو منشئ الشعار الرسمي للذكرى المئوية الثانية لميلاد تاراس شيفتشينكو.

## الجوائز
- 1996 - الجائزة الثانية في المعرض الإقليمي للفنون المقدسة (ترنوبل).[3]
- 2013 - ميدالية ذهبية ودبلومة "للتميز في ابتكار اسلوب فني فريد". المؤسسة الدولية "التراث الثقافي" (سانت بطرسبرغ).
- 2013 - الجائزة الأولى في المسابقة الأوكرانية المفتوحة لأفضل تصميم لشعار للاحتفال بالذكرى الـ 200 لميلاد تاراس شيفتشينكو.
- 2014 - جائزة إقليمية تحمل اسم ميخايلو بويتشوك لمساهمته الكبيرة في تطوير الفنون الجميلة.
- 2016 - وسام رئيس أوكرانيا - ميدالية الذكرى «25 عامًا على استقلال أوكرانيا».[4]
- 2016 - حصل على لقب «المواطن الفخري البيريجاني».
- 2017 - تكريم فنان أوكراني.[5]
- 2018 - سميت جائزة جميع الأوكرانيين على اسم الأخوة ليبكي.
- 2021 - مصمم عملة 5 هريفنيا «الذكرى الثلاثين لاستقلال أوكرانيا».[6]